# Malta en los Juegos Olímpicos de la Juventud 2018
Malta participó en los Juegos Olímpicos de la Juventud 2018 en Buenos Aires, Argentina, celebrados entre el 6 y el 18 de octubre de 2018. No obtuvo ninguna medalla en las justas.

## Medallero
| Medalla       | Oro | Plata | Bronce | Total |
| ------------- | --- | ----- | ------ | ----- |
| TOTAL OFICIAL | 0   | 0     | 0      | 0     |

## Disciplinas

### Levantamiento de pesas
Malta obtuvo una cuota femenina en esta disciplina de parte del comité tripartito.
- Eventos femeninos - 1 plaza